# Henk Dienske
Hendrik (Henk) Dienske (Schiedam, 30 juni 1907 – Beendorf, 16 februari 1945) was een Nederlandse verzetsstrijder tijdens de Tweede Wereldoorlog. 

## Biografie
Dienske diende tijdens de meidagen van 1940 bij het regiment dat deelnam aan de strijd om Rotterdam. Dat werd de basis voor zijn latere verzetswerk. Hij was tot aan zijn arrestatie op donderdag 20 april 1944 provinciaal leider van de Landelijke Organisatie voor Hulp aan Onderduikers Noord-Holland en Amsterdam. Hij had het toezicht op de verspreiding voor distributiebenodigdheden voor duizenden mensen.
Dienske was reserve-eerste luitenant van het Wapen der Artillerie en was tijdens de oorlog actief in het verzet. Hij werd in 1944 verraden en gearresteerd, waarna hij uiteindelijk overleed in het Duitse concentratiekamp Beendorf.

## Onderscheidingen
Bij Koninklijk Besluit van 7 mei 1946, nr. 17, kreeg hij postuum het Verzetskruis toegekend. Zijn naam staat vermeld op de Erelijst van Gevallenen 1940-1945.
De Amerikaanse regering onderscheidde hem op 7 mei 1953 te Amsterdam met de Medal of Freedom with Bronze Palm. Op 2 februari 1971 werd Dienske door Yad Vashem de titel 'Rechtvaardige onder de Volkeren' verleend.
In de Uiterwaardenstraat te Amsterdam werd de Hendrik Dienskeschool naar hem vernoemd. Ook is de Hendrik Dienskestraat in Amsterdam vernoemd naar de verzetsstrijder. 
H.J. van Aalderen
· P. van As
· M. Assies
· J.J. Barendsen
· J.A. Beekman
· H.D.J. Beernink
· L.R. Beijnen
· C.J. van den Berg-van der Vlis
· L.A. Bleys
· G. de Boer
· A.A. Bontekoe
· E.J. Bosch ridder van Rosenthal
· D.A. van den Bosch
· I.J. van den Bosch
· J.H. Bosch
· J.C.J. baron Brantsen
· A.L. Charroin
· F.G.M. Conijn
· M. Crans
· R.J. Dam
· F. Datema
· K.H. Derkzen van Angeren
· H. Dienske
· J.L.G. Doornik
· V. Dreyfus
· N. Dupont
· F. Duwaer
· S. Esmeijer
· G.H. Gelder
· J. Gelderman
· W.J. Gertenbach
· E.A. Giran
· O. Giran
· C.H. de Groot
· P.G.S. Guermonprez
· A. Hahn
· W. van Hall
· J.C.H.F. van Hanxleden Houwert
· Th.W.L. baron van Heemstra
· J.J. Hendrikx
· J.L. Hesselberg
· W.J. Heukels
· I. van der Horst
· J. ter Horst
· H.P. Hos
· J.F.H.M. baron van Hövell van Wezeveld en Westerflier
· B. IJzerdraat
· L. Jansen
· A. Kalter
· G.W. Kastein
· A. Keuter
· T.J. Kroeze
· D.M.R.H. Kroon
· H.Th. Kuipers-Rietberg
· A. Meerwaldt
· J.A.A. Mekel
· J.D. van Melle
· D.C.B. Mesritz
· M.-L.C. Meunier
· J.J. Mohr
· J.L. Moonen
· A.C. Nagtegaal
· F. Nieuwenhuijsen
· B. Oosthoek
· J. Oranje
· T. Pannekoek
· J. Post
· A.J. Rozeman
· V.H. Rutgers
· F.R. Ruys
· W. Santema
· J.J. Schaft
· Jhr. J. Schimmelpenninck
· R.L.A. Schoemaker
· G. Schoonman
· W.P. Speelman
· M. van der Stoep
· B.M. Telders
· A.O.H. Tellegen
· O.R. Thomsen
· G. Tieman
· T.W. de Tourton Bruijns
· L.M. Valstar
· G.J. van der Veen
· D. Verloop
· M.A.E. Verspyck
· P.M.R. Versteegh
· C. Vlot
· G. Weidner
· J.H. Westerveld
· H.B. Wiardi Beckman
· J.W. Wildschut
· J.R.E. Wüthrich
· L. Zwanenburg
· Onbekende Joodse soldaat